# Atherinella jiloaensis
Atherinella jiloaensis е вид лъчеперка от семейство Atherinopsidae. Видът е критично застрашен от изчезване.

## Разпространение
Разпространен е в Никарагуа.

## Описание
Популацията на вида е намаляваща.